# Aglossosia deceptans
Aglossosia deceptans là một loài bướm đêm thuộc phân họ Arctiinae, họ Erebidae.